# Ville de Paris (Schiff, 1851)
Die Ville de Paris (französisch für Stadt Paris) war ein mit 118 Kanonen bestücktes Linienschiff 1. Ranges der französischen Marine. Das Schiff wurde 1807 auf Kiel gelegt, lief 1850 vom Stapel und wurde 1851 erstmals in Dienst gestellt. Im Krimkrieg diente es als französisches Flaggschiff. Nach einem Umbau wurde es 1858 als dampfgetriebenes Schlachtschiff neu in Dienst gestellt, 1870 zum Transportschiff und 1898 abgewrackt.

## Geschichte

### Bau
Am 13. Juni 1807 wurde in Rochefort der Dreidecker Marengo auf Kiel gelegt. Die Bauarbeiten wurden jedoch vom 24. Juli 1807 bis zum Jahr 1847 unterbrochen. Der Name des unfertigen Schiffes wurde 1814 in Comte d'Artois, 1815 während der Herrschaft der Hundert Tage in Ville de Vienne, nach deren Ende wieder in Comte d'Artois und am 9. August 1830 in Ville de Paris geändert. Der Stapellauf erfolgte am 5. Oktober 1850, die Indienststellung am 25. Juli 1851. Über Cádiz und Neapel verlegte das Schiff zu seinem künftigen Geschwader nach Toulon.

### Einsatz im Krimkrieg
Die Ville de Paris verließ am 23. März 1853 Toulon, um als Flaggschiff des 1. französischen Geschwaders am Krimkrieg teilzunehmen. Während der langwierigen Anreise übernahm der durch Napoleon III. ernannte Ferdinand Alphonse Hamelin das Kommando der Truppenexpedition.
Im November 1853 wurde der Bosporus erreicht und im Folgejahr war die Ville de Paris im Schwarzen Meer aktiv. Aufgaben waren die Blockade der Seewege und die Sicherung und Versorgung der an Land vormarschierenden Armee. Im April leitete die Ville de Paris das Bombardement von Odessa.
Wegen einer Choleraepidemie standen die Schiffe der Flotte im Sommer 1854 unter Quarantäne. Die Ville de Paris verlor durch die Krankheit 140 Mann.
Im September verschiffte die Flotte eine 60.000 Mann starke Truppe von Warna zur Krim. Dabei dienten die Dampfschiffe den Segelschiffen als Schlepper. Im Oktober leitete Hamelin von der Ville de Paris aus das Bombardement von Sewastopol. Dabei geriet das Schiff unter heftigen Beschuss und verlor 47 Mann.
Am 14. November verlor das Schiff in einem Sturm das Ruder, wurde als Flaggschiff entlassen und ging zunächst im Schlepp zur Reparatur nach Konstantinopel.

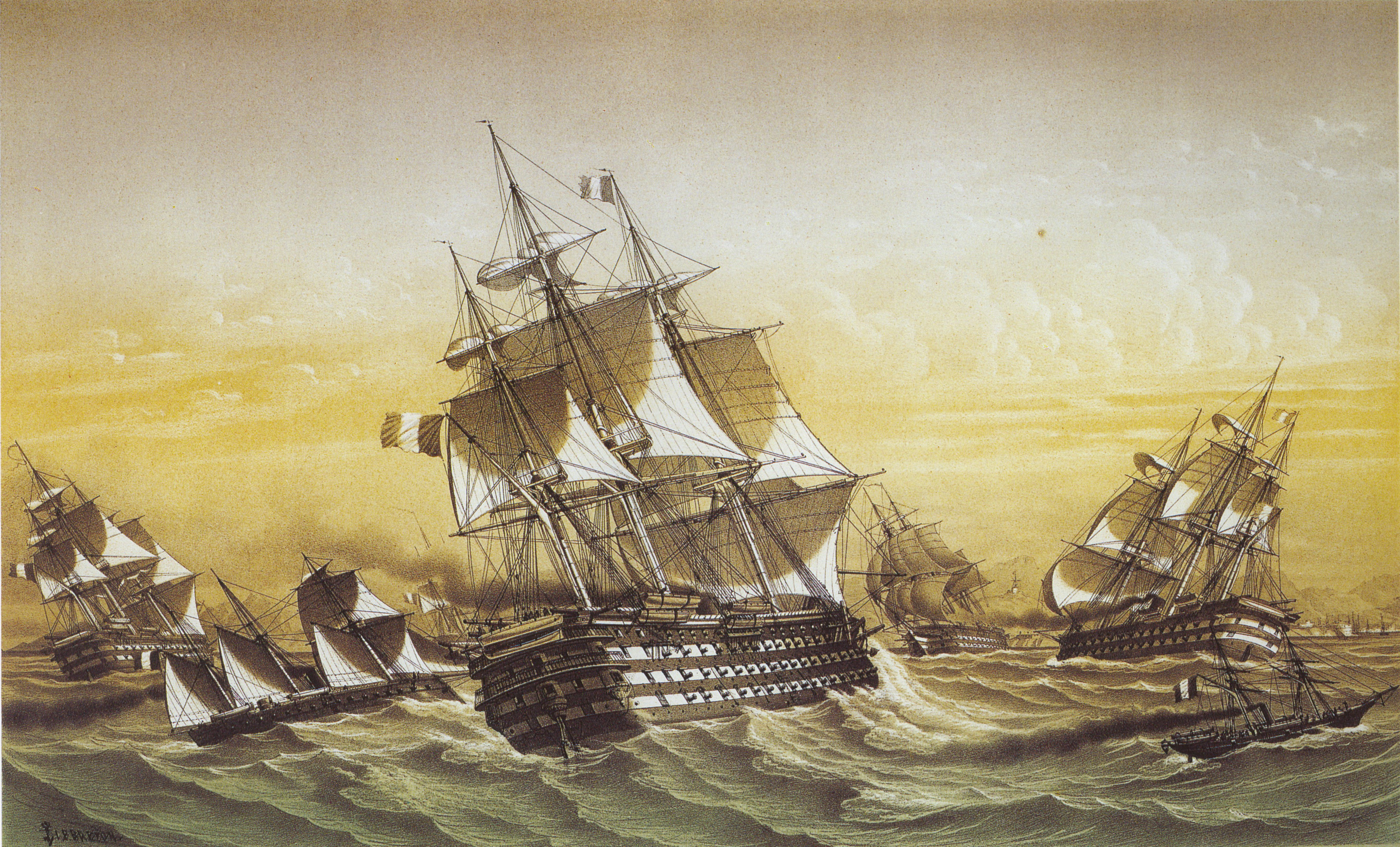
Das Geschwader von Vizeadmiral Penaud mit den Schiffen Ville de Paris, Algésiras und Gloire. (Ausschnitt aus: Louis Le Breton, témoin des marines du XIXème siècle)
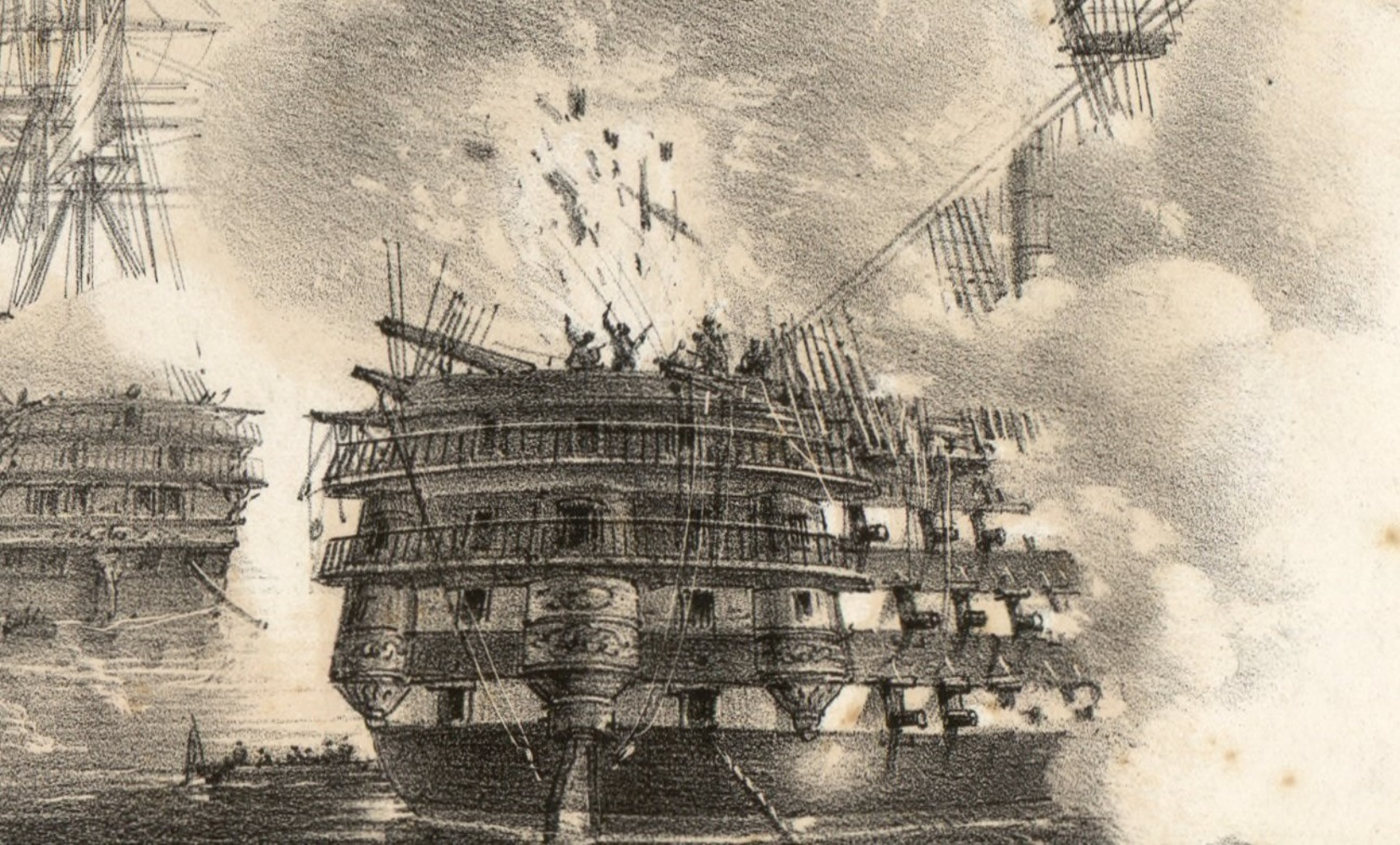
Einschlag einer russischen Granate auf dem französischen Flaggschiff Ville de Paris während des Bombardements von Sewastopol im Krimkrieg 1854. (Ausschnitt aus: "La flotte des alliés attaque et démolit les forts extérieurs de Sébastopol (18 Octobre 1854)")

### Weiteres Schicksal
Die Ville de Paris kam 28. März 1855 zurück nach Toulon und diente danach im Mittelmeergeschwader.
Vom Juli 1857 bis zu einem erneuten Stapellauf im Mai 1858 wurde das Schiff um 5,47 m verlängert. Es erhielt eine 1581 PS starke Dampfmaschine des Herstellers FCM. Unter Dampf konnte die von einer einzelnen Schraube angetriebene Ville de Paris 10,6 Knoten Fahrt machen. Die Kohlebunker fassten 450 t. Die Bewaffnung wurde modernisiert und das Schiff am 1. August 1858 in Toulon wieder in Dienst gestellt. Bis 1865 war es im Geschwaderdienst.
Nach dem Ausbau ihrer Maschine wurde die Ville de Paris im Jahr 1870 zum Truppentransporter umfunktioniert.
Das am 7. Februar 1882 aus dem Schiffsregister gestrichene Schiff diente noch bis 1898 als schwimmende Kaserne für 500 Mann des 4. Regiments der Marineinfanterie in Toulon.
Ab dem 2. Februar 1898 wurde die Ville de Paris in La Seyne-sur-Mer abgewrackt.